# KYBスタジアム
可児市運動公園スタジアムは、岐阜県可児市にある野球場。2014年（平成26年）開設し、施設は可児市が所有している。

2014年より隣接するテニスコートと共にカヤバ株式会社が命名権を取得しカヤバスタジアムとなった。

※2023年9月30日以前は、ネーミングライツパートナーの企業名がKYB株式会社だったことから「KYBスタジアム」の名称だった。
高校野球などアマチュア野球公式戦が行われている他、プロ野球では中日ドラゴンズ主催のウエスタン・リーグ（二軍）公式戦が不定期で開催される。また全面人工芝という特性から、サッカー・フットサル・グラウンドゴルフでの利用も認められている。ケーワイビースタジアムと呼ばれることもある。

## 施設概要
- 両翼：99.2m、中堅：122.0m
- 内外野共：ゴムチップ入り人工芝、ベース付近のみ黒土混合土[4]
- 収容人員：6200人
- スコアボード：電光式
- 照明設備：あり

## プロ野球開催実績
ファーム　　
- 2014年9月1日 中日 1-12 ソフトバンク 観衆3542人 ※こけら落とし試合
- 2015年6月27日 中日 7-3 ソフトバンク 観衆3077人
- 2016年6月18日 中日 4-2 広島 観衆3388人
- 2017年7月1日 中日 3×-2 阪神 観衆3120人
- 2018年6月9日 中日 7-6 ソフトバンク 観衆2830人
- 2019年6月8日 中日 7-2 オリックス 観衆3592人
- 2023年5月13日 中日 7-7 広島 観衆2688人
- 2024年5月25日 中日 1-4 広島